# Президентские выборы в США (1980)
Президентские выборы 1980 года в США проходили 4 ноября между президентом-демократом Джимми Картером и республиканским бывшим Губернатором Калифорнии Рональдом Рейганом. В свете острого кризиса с заложниками в Иране и ухудшающейся экономической ситуации Рональд Рейган одержал убедительную победу над Джимми Картером и стал 40-м президентом США.
Это девятый пример проигрыша выборов президента США действующим американским национальным лидером и вторые выборы подряд на которых это произошло, хотя Джеральд Форд стал президентом после того как 37-й президент США Ричард Никсон ушёл в отставку и не был избран. Так же это первые выборы с 1888 года на которых действующий президент демократ проиграл.

## Контекст выборов
На протяжении 1970-х годов Соединённые Штаты находились в периоде длительного застоя с низким экономическим ростом, высокой инфляцией и повторяющимися энергетическими кризисами. Кроме этого, в обществе усиливались упаднические настроения из-за проблем во внешних и внутренних делах. К началу предвыборной кампании кризис с заложниками в Иране привёл к ощущению национального кризиса.
Подобно тому как Герберта Гувера обвиняли в 1932 году в Великой депрессии, Картер стал жертвой многочисленных проблем Соединённых Штатов и особенно унизительного для американцев кризиса с американскими заложниками в Иране. Последователи аятоллы Хомейни публично сжигали американские флаги, скандировали антиамериканские лозунги и выставляли захваченных американских заложников. Многие считали, что Картер был не способен разрешить экономические проблемы и привёл к ослаблению американских позиций за рубежом.
Джимми Картер, победив Эдварда Кеннеди и получив выдвижение от демократов, атаковал Рейгана как правого радикала. Со своей стороны, Рейган, харизматический губернатор Калифорнии, высмеивал Картера.

## Выборы

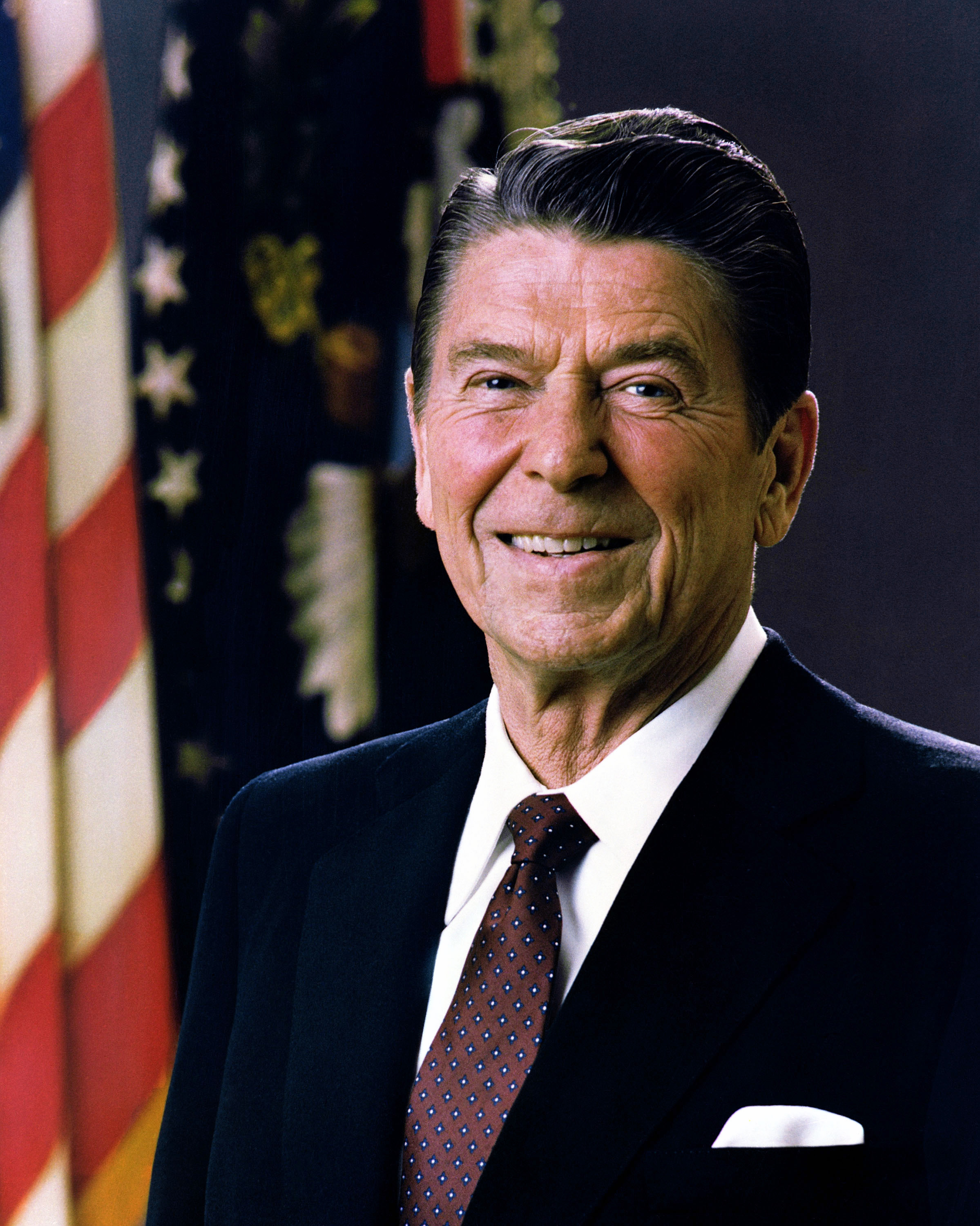
На выборах 1980 года Рональд Рейган был избран 40-м президентом США.

### Кампания
Кандидаты от Демократической партии
| Кандидат       | Джимми Картер                                        | Эдвард Кеннеди                  | Джерри Браун          |
| -------------- | ---------------------------------------------------- | ------------------------------- | --------------------- |
| Портрет        |                                                      |                                 |                       |
| Штат           | Джорджия                                             | Массачусетс                     | Калифорния            |
| Голосов        | 2129                                                 | 1146                            | 0                     |
| Побед в штатах | 24                                                   | 10                              | 0                     |
| Кампания       | Принял участие в выборах. Проиграл Рональду Рейгану. | Проиграл голосования на съезде. | Снялся с голосования. |

Кандидаты от Республиканской партии
| Кандидат | Рональд Рейган | Джордж Буш | Джон Андерсон | Говард Бейкер | Филип Крэйн | Джон Конналли | Гарольд Стассен | Боб Доул | Лоуэлл Уайкер |
| -------- | -------------- | ---------- | ------------- | ------------- | ----------- | ------------- | --------------- | -------- | ------------- |
| Портрет  |                |            |               |               |             |               |                 |          |               |
| Штат     | Калифорния     | Техас      | Иллинойс      | Теннесси      | Иллинойс    | Техас         | Миннесота       | Канзас   | Коннектикут   |

Ещё до старта предвыборной кампании Рональд Рейган считался фаворитом. На съезде Республиканской партии он уверенно подтвердил своё выдвижение, объявив кандидатом в вице-президенты своего главного оппонента Джорджа Буша-старшего.

### Результаты
| Кандидат             | Партия                          | Избиратели | Избиратели | Выборщики |
| Кандидат             | Партия                          | Количество | %          | Выборщики |
| -------------------- | ------------------------------- | ---------- | ---------- | --------- |
| Рональд Рейган       | Республиканская партия          | 43 903 230 | 50,75      | 489       |
| Джимми Картер        | Демократическая партия          | 35 480 115 | 41,01      | 49        |
| Джон Байард Андерсон | независимый кандидат            | 5 719 850  | 6,61       | 0         |
| Эд Кларк             | Либертарианская партия          | 921 128    | 1,06       | 0         |
| Бэрри Коммонер       | Гражданская партия              | 233 052    | 0,27       | 0         |
| Гас Холл             | Коммунистическая партия США     | 44 933     | 0,05       | 0         |
| Джон Рерик           | Американская независимая партия | 40 906     | 0,05       | 0         |
| Клифтон Деберри      | Социалистическая рабочая партия | 38 738     | 0,04       | 0         |
| Эллен Маккормак      | Право на жизнь                  | 32 320     | 0,04       | 0         |
| Другие               | —                               | 95 406     | 0,12       | 0         |
| Всего                | Всего                           | 86 509 678 | 100        | 538       |